# UFC 300
UFC 300: Pereira vs. Hill foi um evento de artes marciais mistas produzido pelo Ultimate Fighting Championship que teve lugar em 13 de abril de 2024, na T-Mobile Arena em Paradise, Nevada, Estados Unidos.

## História

### Cartão principal: três lutas pelo título e um eliminador do título

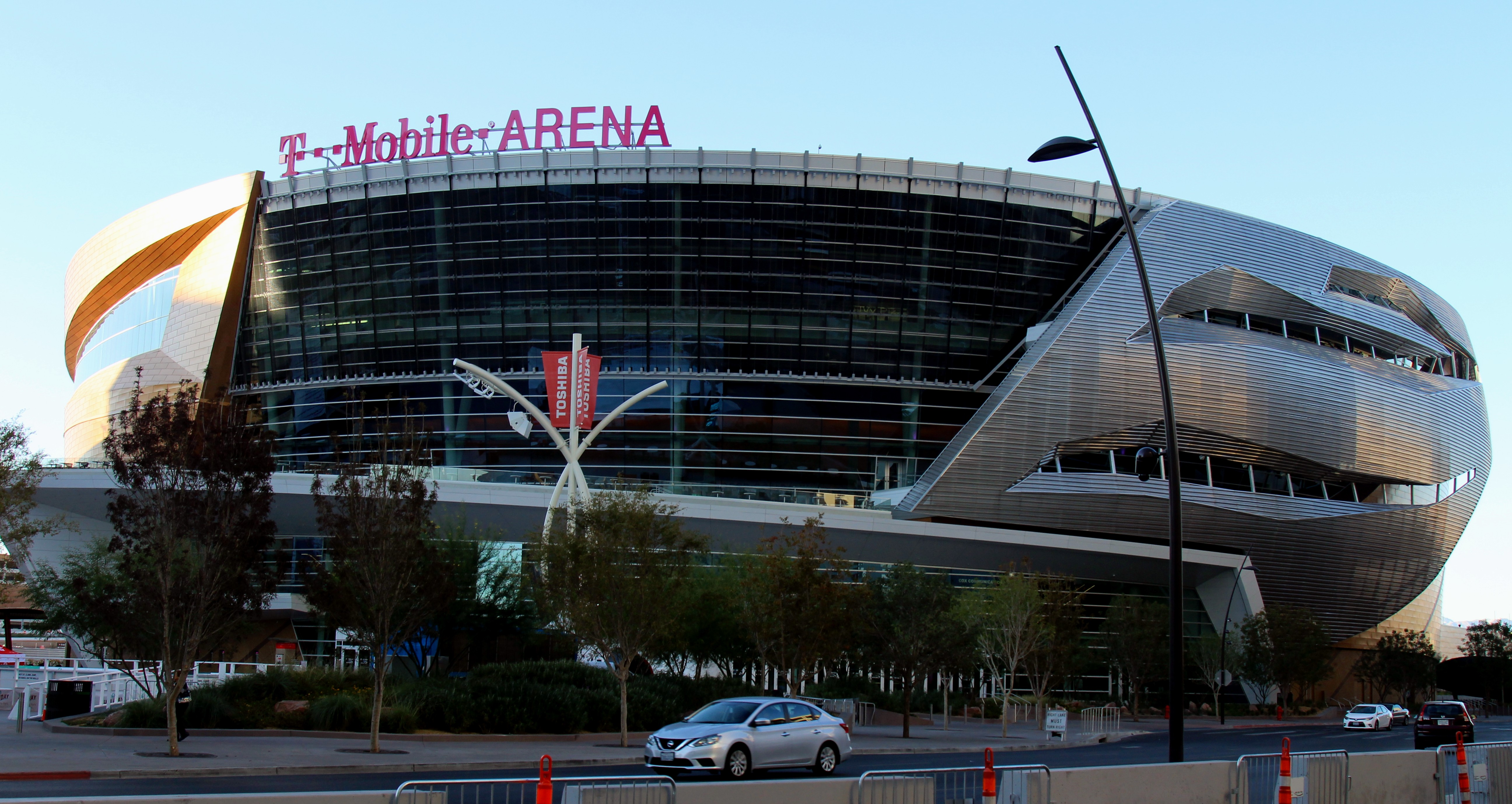
Depois de sediar o UFC 200 em 2016, a T-Mobile Arena sediou outro evento importante, que foi o seu 28° evento geral do UFC.

Um combate no Campeonato UFC de peso pesado leve entre o atual campeão Alex Pereira (também ex-campeão UFC de peso médio e ex-campeo Glory de peso meio e peso pesado leve) e ex-campeão Jamahal Hill lideraram o evento. A luta foi verbalmente acordada para o UFC 301 três semanas depois, mas a promoção optou por reservá-la neste cartão.  Pereira ganhou o título vazio no UFC 295 contra o ex-campeão Jiří Procházka depois que Hill foi forçado a abandoná-lo em julho de 2023 devido a uma ruptura no Tendo de Aquiles.
No evento principal, ocorreu uma emocionante luta pelo Campeonato Feminino de Peso Palha do UFC entre a atual detentora do título duplo, Zhang Weili, e Yan Xiaonan. Esta foi a primeira vez na história em que duas lutadoras chinesas se enfrentaram pelo título em uma organização de renome como o UFC.
O palco estava armado para um confronto épico quando o ex-campeão interino do peso leve da UFC, Justin Gaethje, entrou no octógono para defender seu título simbólico de "BMF" (o pior filho da mãe) contra ninguém menos que o ex-campeão do peso leve do UFC, Max Holloway. Gaethje, que já havia brilhado na WSOF, conquistou o cobiçado título no UFC 291 ao nocautejar seu colega ex-campeão interino, Dustin Poirier, na segunda rodada, em uma luta tão intensa quanto esperada, sendo este o segundo encontro entre os dois astros. A cereja do bolo foi a presença ilustre de Mark Coleman, o lendário campeão inaugural do peso pesado do UFC e membro do Hall da Fama da organização, que teve a honra de entregar o cinturão ao vencedor desta batalha memorável.
O ex-Campeão do UFC em peso leve Charles Oliveira e Arman Tsarukyan se encontraram em uma luta de eliminatório do título em peso leve.
O card principal foi aberto por um combate em peso médio entre o Três vezes campeão nacional de luta livre da NCAA Divisão I e o prospecto invicto Bo Nickal e Cody Brundage.

### Under-card
O ex-campeão dos pesos meio-pesados do UFC, Jiří Procházka (também o campeão inaugural dos pesos meio-pesados do Rizin), e Aleksandar Rakić se enfrentaram em um confronto na categoria dos meio-pesados, como luta principal do card preliminar.
O ex-campeão UFC de Bantamweight, Aljamain Sterling, fez sua estréia promocional em peso de penas contra Calvin Kattar.
Medalha de ouro olímpica de 2012 e 2016 em judô (também duas vezes campeã do torneio de peso leve feminina da PFL) Kayla Harrison fez sua estréia promocional, bem como sua estréie no peso médio, contra a ex-campeã do UFC no peso métimo feminina (també International Boxing Hall of Famer) Holly Holm. 
Um combate em peso de penas entre Sodiq Yusuff e Diego Lopes ocorreu no evento.
Renato Moicano e Jalin Turner se conheceram em um combate leve, que foi a adição final ao cartão.
A ex-Campeã da UFC em peso de palha feminina, Jéssica Andrade e Marina Rodriguez se encontraram em uma luta de peso de pena feminina.
Jim Miller e Bobby Green se enfrentaram em uma luta na categoria leve no evento. Miller se tornou o único lutador a competir em todos os três eventos emblemáticos da organização, tendo competido anteriormente no UFC 100 e UFC 200. A dupla foi previamente agendada três vezes, mas todas as vezes foram canceladas devido a desistências de Green: primeiro no UFC 172 em abril de 2014, devido a uma lesão no cotovelo; o segundo agendamento no UFC 258 em fevereiro de 2021, quando ele desmaiou após a pesagem e foi considerado incapaz de competir; e a terceira vez no UFC 276 em julho de 2022, quando Green se retirou por motivos desconhecidos.
Um combate de peso médio entre o ex-campeão de peso médeo da UFC, Cody Garbrandt, e o ex-campeão de peso aéreo de duas vezes da UFC Deiveson Figueiredo foi escolhido para abrir o evento.  O par estava previamente programado para se encontrar no UFC 255 em novembro de 2020 para o título de peso-voado, mas Garbrandt se retirou devido a um biceps rasgado.

### Informações adicionais
O evento originalmente apresentava bônus de 50 mil dólares na noite de luta, que foram aumentados para 300 mil dólares 2 dias antes do evento, marcando o maior montante já pago pela promoção para tais bônus.
Durante a transmissão do evento, foi anunciado que o confronto pelo título dos pesos médios do UFC, ocorrido em agosto de 2010 no UFC 117, entre o então campeão Anderson Silva (também membro do Hall da Fama do UFC) e o desafiante Chael Sonnen (também um ex-desafiante ao título dos pesos meio-pesados do UFC), seria o próximo indicado para o "salão de lutas" do Hall da Fama do UFC. Anderson defendeu o título por meio de uma finalização no quinto round, em uma luta que foi considerada uma das maiores viradas na história do MMA. 

## Resultados
Nota 1 Pelo cinturão peso meio pesados do UFC.

Nota 2 Pelo cinturão peso palha feminino do UFC.

Nota 3 Para o título simbólico "BMF". Empatado com o maior tempo de finalização na história do UFC.

Nota 4 Luta eliminatória para disputar o cinturão peso leve do UFC.

## Prêmios de bônus
Os seguintes lutadores receberam bônus de US $ 300.000.
- Combate da Noite: Max Holloway vs. Justin Gaethje
- Performance of the Night:  Max Holloway e Jiří Procházka

## Consequências
A Comissão Atlética do Estado de Nevada (NSAC) retinha as carteiras de Arman Tsarukyan e Diego Lopes devido ao seu comportamento no evento, onde Arman Tsaraukyan supostamente bateu um fã a caminho do octógono, e Diego Lopés por saltar da gaiola. Ambos os combatentes se reunirão com o NSAC em 30 de abril de 2024, para discutir os incidentes.